# 왓 어바웃 브라이언
《왓 어바웃 브라이언》(영어: What About Brian)은 2006년부터 2007년까지 방영된 드라마이다.